# Phrixocomes steropias
Phrixocomes steropias là một loài bướm đêm trong họ Geometridae.